# Романов, Андрей Владимирович (поэт)
Андрей Владимирович Романов (2 января 1945, Ленинград — 28 мая 2014, Санкт-Петербург) — советский и российский поэт, художник, общественный деятель. Инициатор учреждения литературной премии им. Б. П. Корнилова и единственный лауреат, отмеченный наградой дважды.

## Биография
Окончил школу № 190 в Ленинграде. Учился в одном классе с известными художниками Виктором Альтманом, Мариной Глаголевой, Натальей Гончаровой, Анатолием Евменовым, Натальей Малевской-Малевич, Владимиром Савватеевым, Леонидом Соколовым, Маргаритой Штиглиц и другими.
Пробовал себя как поэт со школьных лет, печатался с 1960-х годов, пройдя школу литературных объединений «Радуга» (рук. Е. А. Вечтомова), ЛИТО поэта-фронтовика Германа Гоппе при молодёжной газете «Смена».

«Леонид Соколов познакомил меня с известным и очень сильным поэтом нашего времени Михаилом Дудиным. Я показал ему стихи, а он подарил мне свою книгу, сделав важную надпись: „Андрею Романову в день его 18-летия“. Это был 1963 год».
(цитата из интервью).

Выбрав литературу как основной вид творческой деятельности, изобразительное искусство не оставил, продолжал работать в свободное время.
Окончил строительный факультет ЛИИЖТа (Ленинградский институт инженеров железнодорожного транспорта), работал по специальности, ездил по стране, что также повлияло на формирование концепции его «путевой поэзии», образа лирического героя-путешественника во времени. Через пять лет после окончания института выпустил первую книгу стихов под символическим названием «Сторона отправления».

Публиковался в журналах «Юность», «Молодая гвардия», «Наш современник», «Литературная учёба», «Нева», «Звезда», «Аврора», «День поэзии», «Немига литературная», во многих газетах и т. п 
Владимир Морозов: «Романов — поэт весьма нетрадиционный. Он создаёт свою поэзию, и на этом пути достиг вершин. Найдя другой путь, прекрасно понимает, что поэт не может быть узконаправленным…» 

## Общественная деятельность
С 1979 года руководил литературным объединением в г. Пикалево. Работа велась в содружестве с другими объединениями «Радуга», «Ижорец» (г. Колпино), «Тосненская сторонка», «Меридиан» (г. Гатчина). Участвовал в работе семинаров на зональных писательских конференциях СП СССР.
С 1995 года издавал общественно-политический журнал «Второй Петербург», который выходит до сих пор. Был редактором издаваемого им же альманаха «Медвежьи песни» и газеты «Парадный подъезд». Альманах был посвящён памяти поэта Бориса Петровича Корнилова. «Странное» название отсылает к стихотворению Корнилова, где звучат строки: «Там медведя корёжит медведь / Замолчи! Нам про это не петь».
Являлся организатором издательства писателей-инвалидов АПИ при поддержке депутатского корпуса Адмиралтейского района Санкт-Петербурга.
Составитель и главный редактор альманаха «День поэзии» (М.—СПб.) 2007 и 2010 годов. Курировал многие общественные проекты: молодёжный поэтический семинар в ДДТ «Измайловский», литературные встречи в музее Юрия Инге в Стрельне, университете ИНЖЭКОН, библиотеке № 5 ЦБС Василеостровского района и др.
В последние годы жизни поэта наладилось тесное сотрудничество с Ассоциацией женщин Северо-Запада (руководитель Элина Знаменская), где впоследствии состоялся первый вечер его памяти в Санкт-Петербурге.
Был председателем РОО «Санкт-Петербургский городской Союз писателей», а также экспертом рабочей группы Министерства культуры РФ.

## «Мы и наши дети» — проект Ирины Образцовой и Андрея Романова
Совместная работа с автором и ведущей программы «Мы и наши дети» Ириной Образцовой (ТРК «Петербург») позволила организовать диалоги литературных поколений в прямом эфире. За время существования программы в студии побывали известные писатели, культурологи, педагоги, сотрудники библиотек. Также ведущие приглашали молодых людей, прежде не имевших опыта радиовыступлений. Вскоре программа получила дополнительное неофициальное название «Поэтический полдень», поскольку «для Дома радио, откуда доносился спасительный голос Ольги Берггольц, нет ничего важнее русского стиха и преданных ему современников».
| июнь   | Ирина Образцова (ведущая) | Мария Инге-Вечтомова, Кирилл Козлов (координаторы цикла) | Тема программы: памятный эфир, поэзия Андрея Романова             |
| июль   | Ирина Образцова           | Гость — Светлана Этигон                                  | Тема: сотрудничество с библиотекой № 5 ЦБС Василеостровского р-на |
| август | Ирина Образцова           | Гость — Алексей Сёмкин                                   | Тема: 120 лет со дня рождения писателя М. Зощенко                 |

И др.

## Награды и премии Андрея Романова
1. Отмечен памятной медалью «100 лет со дня рождения Сергея Есенина» (1995).
2. Лауреат всероссийской литературной премии им. Б. П. Корнилова (1998)[6].
3. Благодарность Законодательного Собрания Санкт-Петербурга за существенный личный вклад в развитие культуры и литературы Санкт-Петербурга и в связи с 60-летием со дня рождения (2005)[7].
4. Диплом премии имени Александра Невского «России верные сыны» (2005).
5. Благодарность Министра культуры и массовых коммуникаций Российской Федерации (15 марта 2006 года) — за значительный вклад в развитие российской литературы и по случаю празднования Всемирного дня поэзии[8].
6. Благодарность за спонсорскую помощь, оказанную по случаю 25-летия музея Юрия Инге в Стрельне (2006).
7. Лауреат всероссийской литературной премии им. Л. Татьяничевой «За выдающийся вклад в отечественную поэзию и верность её реалистическим и гуманистическим традициям». (Екатеринбург, 2007)[9][10][11]
8. Лауреат всероссийской литературной премии им. Б. Корнилова «На встречу дня» (СПб — Ханты-Мансийск, 2009)[12]
9. Награждён медалью «Антон Павлович Чехов» (решение Московской городской организации Союза писателей России, 2010)
10. Орден «Честь и мужество», врученный депутатом Законодательного собрания Санкт-Петербурга В. Мартыненко (2012).
11. Награждён медалью «Фёдор Михайлович Достоевский. За красоту, гуманизм, справедливость» (решение Исполкома МСПС).
12. Памятная медаль «Борис Петрович Корнилов» (2013), учреждённая фондом «Дорога жизни».
13. Орденский знак «Екатерина Великая» (2014).
14. Памятная медаль «В ознаменование 200-летия со дня рождения М. Ю. Лермонтова» (2014), учреждённая Ассоциацией «Лермонтовское наследие» и фондом «Дорога жизни».

## Память о поэте
- В 2014 году в посёлке Высокоключевой Гатчинского района при поддержке литературного фонда «Дорога жизни» (президент Дмитрий Мизгулин) установлена мемориальная доска с текстом: «В этом доме с 1977 по 2014 г. жил поэт Андрей Романов».
- Премия имени Бориса Корнилова за 2014 год (президент фонда Д. А. Мизгулин, ответственный секретарь премии Андрей Шацков) была посвящена памяти Андрея Романова.
- 5 декабря 2014 года в Ассоциации женщин Северо-Запада состоялся вечер памяти Андрея Романова. Инициатива проведения исходила от Элины Валерьевны Знаменской — председателя Ассоциации, помощника депутата Государственной Думы РФ.
- В начале 2015 года журналист Владимир Хохлев и актриса Юлия Чмых представили в библиотеках Санкт-Петербурга театральную композицию «Любовь познавший», в основу которой легли лирические стихи Андрея Романова и эссе Владимира Хохлева.
- В марте 2015 года в библиотеке № 5 ЦБС Василеостровского района открылась первая временная выставка «Поэт Андрей Романов».
- В январе 2017 года в библиотеке им. А. Молчанова состоялся памятный вечер ко Дню рождения поэта. Инициатором проведения выступила руководитель литературной студии «Рунеж» поэт Диана Радес.
- Депутат МО «Поселок Стрельна» Нина Симонова подготовила презентацию «С Ленинградом, в котором родился и рос…», которая используется для проведения мероприятий[13]
- 17 декабря 2019 года в арт-кафе «Книги и кофе» прошёл «Поэтический вторник», посвященный предстоящему 75-летию со дня рождения Андрея Романова[14].
- 21 февраля 2023 года в библиотеке на Расстанной ул., д. 16 по инициативе поэтессы и краеведа Ренаты Платэ состоялся музыкально-поэтический квартирник «В гостях у поэта Андрея Романова»[15].

## Городской конкурс «Читаем Андрея Романова»
В 2018 году объявлен Первый городской поэтический конкурс «Читаем Андрея Романова».
Организаторами и партнёрами являются:
РОО «Санкт-Петербургское объединение писателей имени Андрея Романова», Литературный фонд «Дорога жизни», библиотека № 5 СПб ГБУК ЦБС Василеостровского района, администрация Муниципального образования «Васильевский», СПб ГБУЗ ВЦДОиТ «Огонёк», подростковый молодёжный клуб «Ленинградец», литературно-публицистический журнал «Невечерний свет/Infininte», СПб РО ВОС «Всероссийское ордена Трудового Красного Знамени общество слепых».
Для конкурсных работ были определены следующие номинации:
МОНОДЕКЛАМАЦИЯ − выразительное чтение вслух произведения или отрывка из произведения А. В. Романова одним участником.
СЦЕНИЧЕСКАЯ ПОСТАНОВКА − выразительное чтение вслух по ролям или инсценировка произведения или отрывка из произведения А. В. Романова несколькими участниками.
Подведение итогов состоялось 31 января 2019 года в библиотеке № 5 ЦБС Василеостровского района.
Результаты Второго конкурса оглашены 31 января 2020 года.
Итоги Третьего конкурса подведены 28 января 2021 года.

## Семья
- Жена — Рыбакова Валентина Александровна, литературный критик, главный редактор журнала «Второй Петербург». Технический редактор совместно созданной Ассоциации «АПИ», в настоящее время — её руководитель, хранитель архива и правопреемник.
- Сын — Романов Вячеслав Андреевич, адвокат.
- Дочь — Романова Екатерина Андреевна, певица.